# Aixafem el feixisme
Aixafem el feixisme és un cartell fotogràfic de guerra creat el 1936 pel fotògraf, publicista i escriptor català Pere Català i Pic. Fou un encàrrec del Comissariat de Propaganda de la Generalitat republicana de Catalunya a l'inici de la Guerra Civil espanyola i la primera obra publicitària que se'n derivà. Se n'exposen exemplars al Museu Nacional d'Art de Catalunya, al Museu Reina Sofia i a la Col·lecció de Cartells del Pavelló de la República de la Universitat de Barcelona.
És considerada una de les millors fotografies publicitàries de la primera meitat del segle xx i un dels missatges polítics i d'art gràfic més clars de resistència antifeixista d'aquesta etapa bèl·lica, fins i tot també de la Segona Guerra Mundial.

## Característiques de la composició

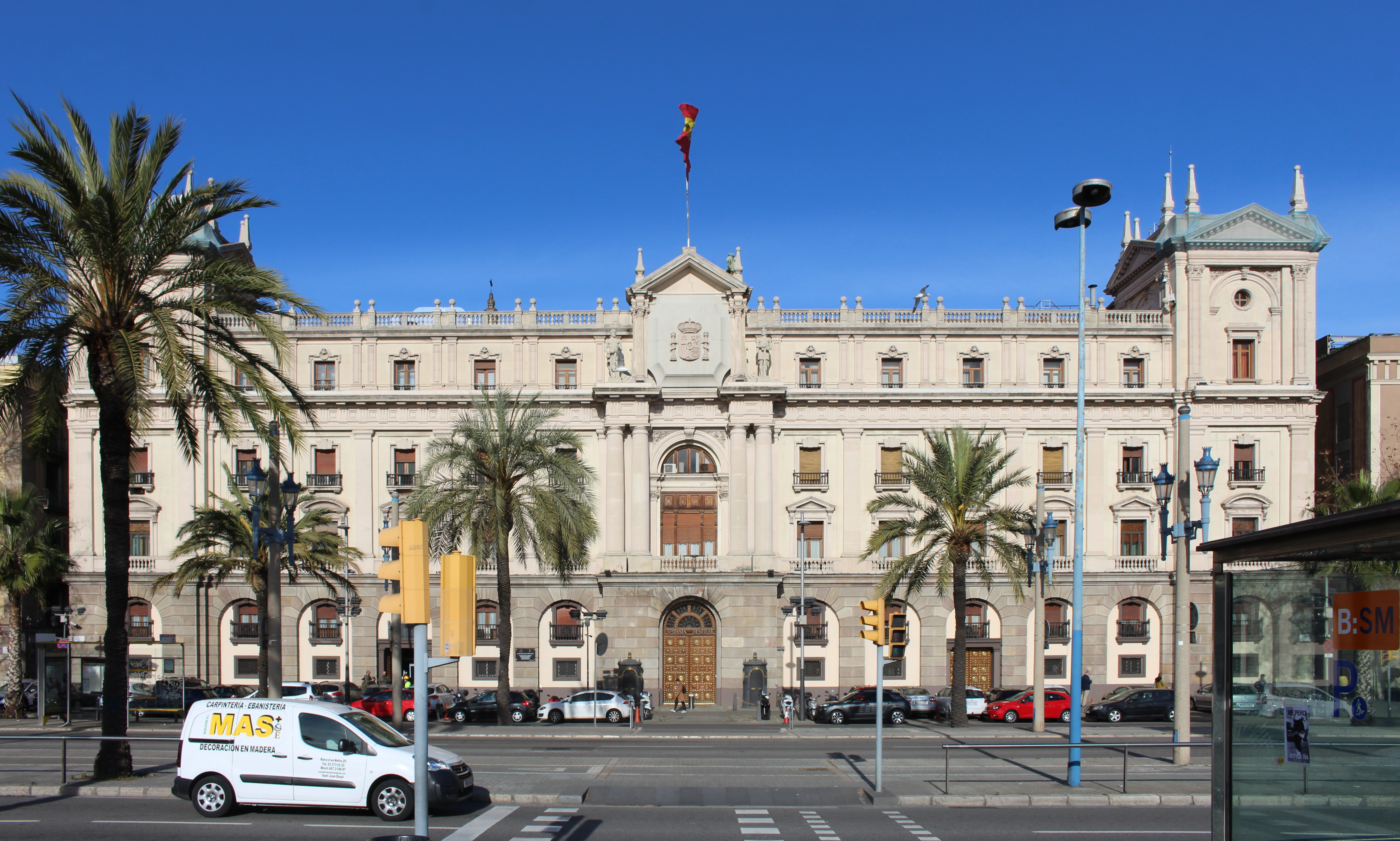
Convent de la Mercè de Barcelona, al davant del qual es va retratar la fotografia del cartell

El cartell fou creat per Pere Català i Pic, cap tècnic de la secció d'Edicions, amb l'ajuda del seu fill, Francesc Català i Roca, a través de la tècnica d'impressió fotomecànica de xarxa de punts sobre paper. La mida del cartell és de 70x100 centímetres a partir d'una composició fotogràfica de 29,6x19,5 cm.
La imatge escenifica amb molta concisió un peu que presumptament correspondria al d'un mosso d'esquadra, calçat amb una espardenya i que trepitja una esvàstica nazi esquerdada sobre un paviment humit de llambordes. Segons la família de Pere Català i Pic, el peu fou en efecte el d'un mosso, malgrat que el director del Comissariat de Propaganda, Jaume Miravitlles i Navarra, sostingué que es tractava de l'enginyer, intel·lectual, escriptor i polític català Carles Pi i Sunyer.
Per a dur-la a terme, Català i Pic i el seu fill van modelar una creu gammada a l'inrevés, feta de fang sense fornejar i comprada al carrer dels Tallers barceloní. Es van dirigir de nit a la porta del Convent de la Mercè barceloní amb el material fotogràfic i una cadira, i van demanar a un mosso que s'hi asseiés. Allà, van mullar el paviment de llambordins per tal que reflectissin millor la llum del focus i van col·locar la creu gammada a sota de l'espardenya de l'agent uniformat.
La composició fotogràfica va emprar tècniques d'avantguarda de la primera meitat del segle xx pel que fa a l'escapçament, la perspectiva diagonal, la il·luminació i la fusió d'elements visuals. El cartell original incloïa un marge exterior blanc amb la inscripció «Aixafem el feixisme» en majúscules a l'esquerra i la frase «Editat per la Comissaria de Propaganda de la Generalitat de Catalunya» i l'autoria «(Fot. Catalá)» a la dreta.
Mesos després, la composició fotogràfica fou reeditada com a postal pel mateix Comissariat de Propaganda a través de la impremta Grafos Col·lectivitzada i amb el títol «Aixafem el feixisme» incrustat al frontal dins la imatge, amb les traduccions a l'anglès («Smash fascism»), el castellà («Aplastemos el fascismo») i el francès («Écrasons le fascisme») al revers. Aquesta postal, de dimensions 9,5x14,5 cm i color sèpia pertanyia a la col·lecció «Edicions Flama. Sèrie B. Col·lecció de 10 postals a color».

## Simbologia
La imatge del peu calçat amb una espardenya esclafant la creu gammada, emblema del nazisme, sobre un terra de llambordes concentra elements rutinaris clau del catalanisme popular i alhora el símbol més representatiu de l'enemic. El primer element principal és l'espardenya, inconfusible en l'imaginari col·lectiu de Catalunya, que representa i apel·la a la transversalitat d'oficis de la classe obrera, agricultora i militar catalana —inclosos els Mossos d'Esquadra com a forces d'ordre. El segon, l'esvàstica nazi, apareix esquerdada per consolidar el missatge de derrota política de l'enemic i la seva inferioritat en la lluita armada.
Per altra banda, i en segon pla, la granota de color blau era la vestimenta habitual dels treballadors de la Comissió d'Indústries de Guerra, que reforça el missatge polític i el pilar discursiu sobre la capacitat productiva catalana durant el conflicte bèl·lic. A més a més, les llambordes molles pretenen fer palesa la tradició urbana de les revoltes obreres, present en altres episodis de la historiografia catalana.
Atès que el cartell empra uns símbols àmpliament recognoscibles i no fa referència a cap partit polític concret, el missatge adquireix una retòrica purament visual que permet desvincular-la de qualsevol text o lema. La seva escenificació també compleix les característiques d'una al·legoria. Conté una capacitat comunicativa de gran impacte perquè aconsegueix, amb molt d'èxit i en una sola escena en blanc i negre, simplificar la situació política complexa en un missatge de resistència i un enemic inequívoc: el feixisme. Aquesta comunicació explícita s'havia fet necessària en un moment convuls en què la Generalitat republicana havia de recordar quin era el rerefons del conflicte amb missatges ciutadans contundents i en què els carrers del país estaven atapeïts de cartells de tota mena. En aquest sentit, el propi Català i Pic afirmà a les seves notes autobiogràfiques inèdites que fou una obra que elaborà «a gust de tothom».